# 曽塚が事
『曽塚が事』（そづかがこと）は、平安時代末期の保元元年（1156年）7月に起こった保元の乱にまつわる、伊勢国の2人の武士の説話である。
天正元年（1573年）に「多気窓蛍」下巻に掲載された一篇である。また、大正7年（1918年）には国書刊行会「百科随筆」第3巻にて紹介された。

## 内容
平安時代のこと。古市(現在の伊勢市)に伊藤という平家の武士がいた。
また、櫛田(現在の松阪市)には曽塚という武士がいた。
2人はとても仲がよく、「互いに死を共にせん」と誓い合った。
だが、伊藤のみが京都の保元の乱に召集されてしまい、曽塚はただ心配して伊藤の帰りを待つばかりとなった。
やがて戦が終わり、戦をした人々が次々に帰ってきたが、伊藤はなかなか帰らなかった。
そこで、「伊藤が討ち死にしたのであれば、共に死のうと誓い合った自分がおめおめと生き残るのは恥である」と、曽塚は腹を切って死んでしまった。
その後、伊藤が元気に帰ってきた。
伊藤は曽塚の死を悲しみ、一度は自分も死のうと思ったが、平家のため生きることにした。
そして伊藤は櫛田に「曽塚庵」という堂を建て、曽塚の木像を安置して弔い、古市に帰っていった。
それから200年あまり過ぎた室町時代のこと。櫛田の里の長が井戸を掘ったところ、曽塚の石棺が出てきた。中には器や骨、鎧兜があった。
これらは朽ち果てるのも惜しいので「櫛田の大寺」に奉納された。
また、その頃には、舊井という土地に田原三郎という曽塚の子孫も残っていたという。

## 現在
なお、これらの「曽塚庵」「櫛田の大寺」が、いまの松阪市櫛田町周辺のどこにあたるのか、現在には伝わっていない。